# SilkAir
La SilkAir (Singapore) Private Limited (cinese: 勝安航空 Shèngān Hángkōng) è stata una compagnia aerea regionale di Singapore nata nel 1989 e controllata da Singapore Airlines. Operava con voli di linea verso 28 destinazioni in 14 paesi asiatici.
In qualità di ala regionale di Singapore Airlines, serviva le destinazioni a corto e medio raggio nella rete del Gruppo Singapore Airlines.
Il 18 maggio 2018, Singapore Airlines ha annunciato che la flotta SilkAir sarebbe stata sottoposta a un importante restyling della cabina a partire dal 2020 prima di essere completamente integrata nella società madre. Nell'ambito della fusione, il 31 marzo 2019 il sito web di SilkAir è stato chiuso e integrato con il sito web di Singapore Airlines.
Nel 2020, SilkAir ha trasportato 4,4 milioni di passeggeri, con una perdita annua del -9,4%.

## Storia
SilkAir nasce dalla compagnia aerea Tradewinds Charters, costituita nell'anno 1976 dalla Tradewinds Pte Ltd. per operare come vettore dedicato ai voli turistici di Singapore Airlines e fino a metà degli anni Ottanta la compagnia opera esclusivamente come linea per i pacchetti di viaggio turistici della compagnia di bandiera singaporiana.
Nel febbraio del 1989 Tradewinds diventa una compagnia aerea indipendente e propone voli e soggiorni turistici in Thailandia, per poi espandersi operando collegamenti business verso Giacarta, Phnom Penh e Yangon.
Nell'aprile del 1992 Tradewinds viene ridenominata AirSilk a seguito di un riposizionamento della compagnia che, da vettore solo turistico, diventa a tutti gli effetti una compagnia aerea regionale commerciale; il ramo d'azienda impegnato nei pacchetti di vacanze diventa quindi un'azienda societaria controllata da Silk Air con denominazione Tradewinds Tours & Travels Pte Ltd. Nella metà degli anni '90 ha inaugurato nuovi voli verso l'India e la Cina. Inoltre SilkAir è stato il primo vettore asiatico ad offrire intrattenimento in volo (VOD) con il DigEplayer 5500.
Il 30 ottobre 2017, SilkAir ha lanciato il suo volo inaugurale per Hiroshima, segnando la prima destinazione giapponese che SilkAir ha aggiunto alla sua rete. Il 22 novembre 2018, SilkAir ha annunciato l'intenzione di trasferire 17 rotte a Scoot nei mesi da aprile 2019 a luglio 2020, prima della sua fusione con Singapore Airlines.
Il 28 gennaio 2021 le operazioni di volo sono confluite in Singapore Airlines.

## Destinazioni
SilkAir, a gennaio 2021, serviva 26 destinazioni in 14 paesi tra Asia e Australia.

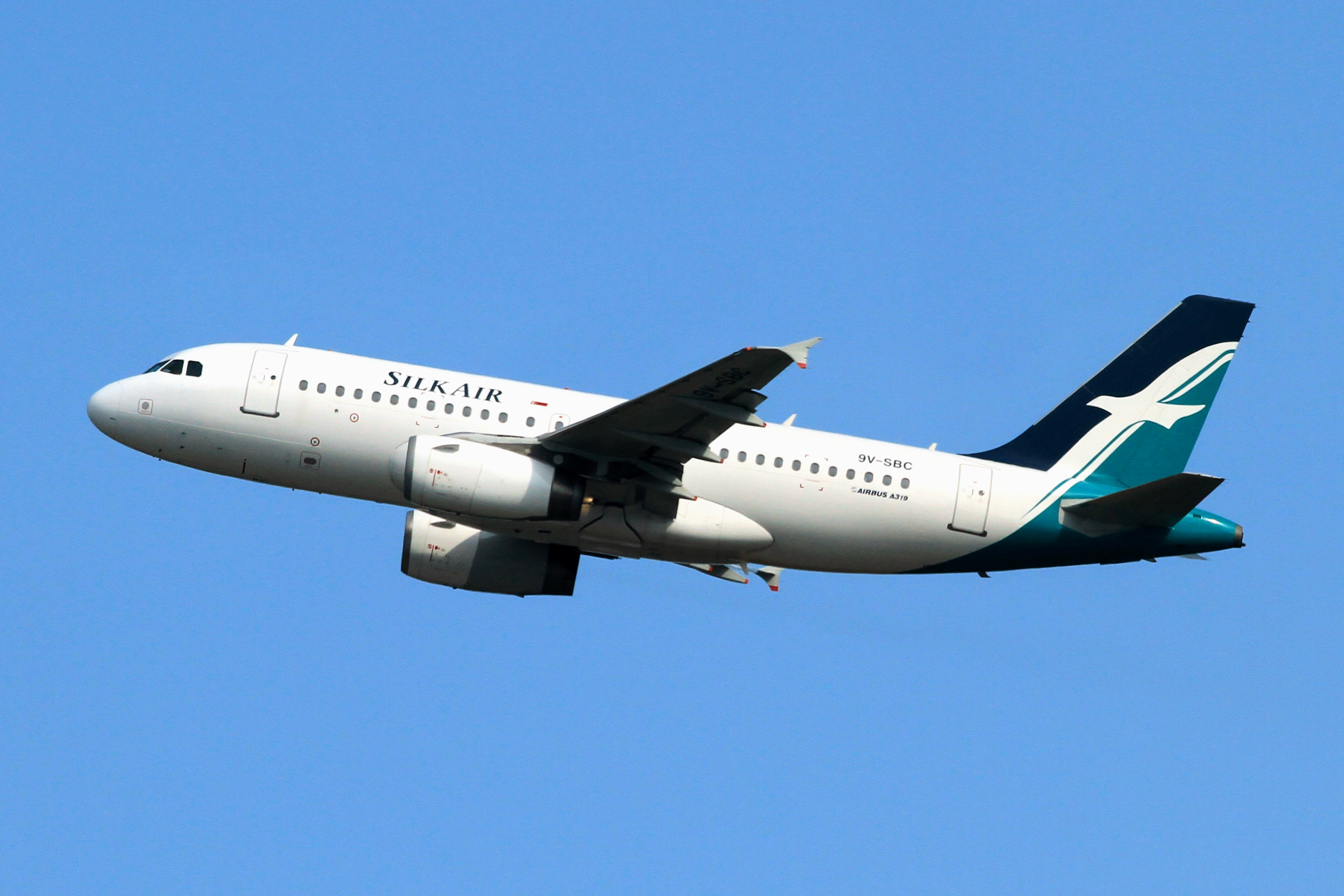
Un Airbus A319-100 in fase di decollo dall'Aeroporto di Singapore-Changi.

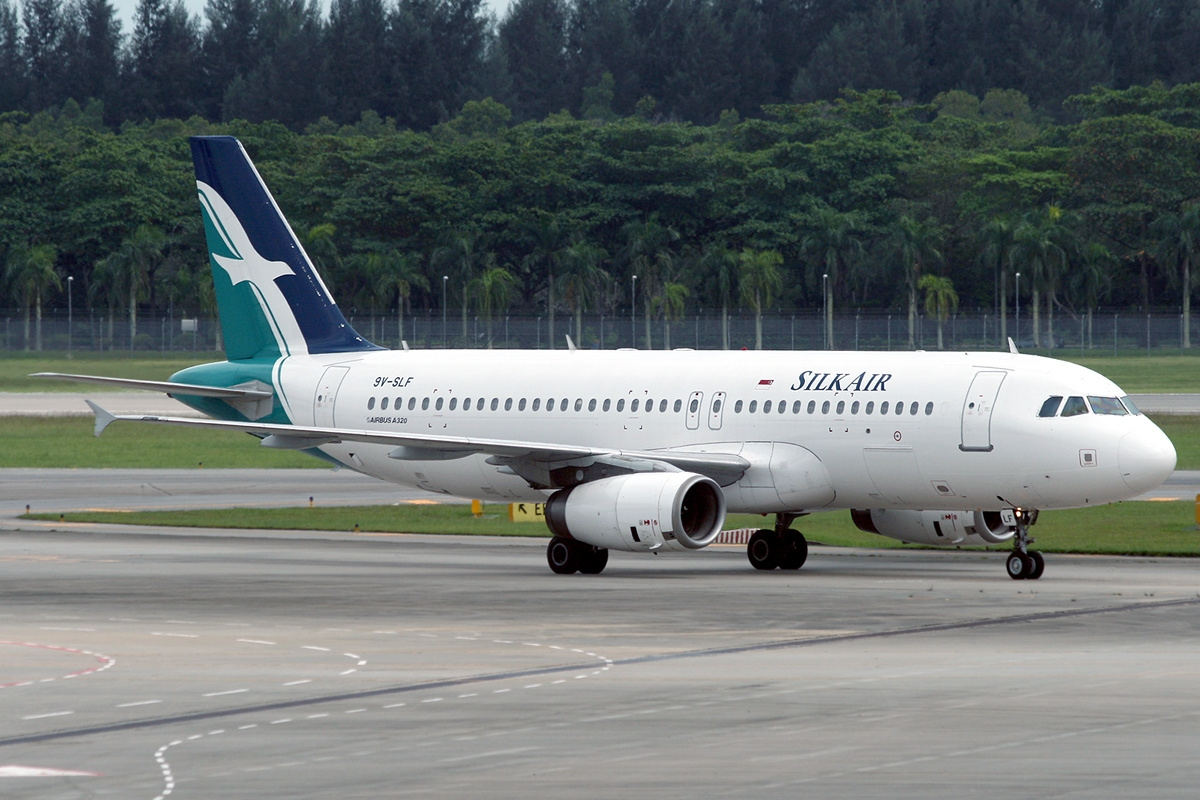
Un Airbus A320-200 in fase di rullaggio all'Aeroporto di Singapore-Changi.

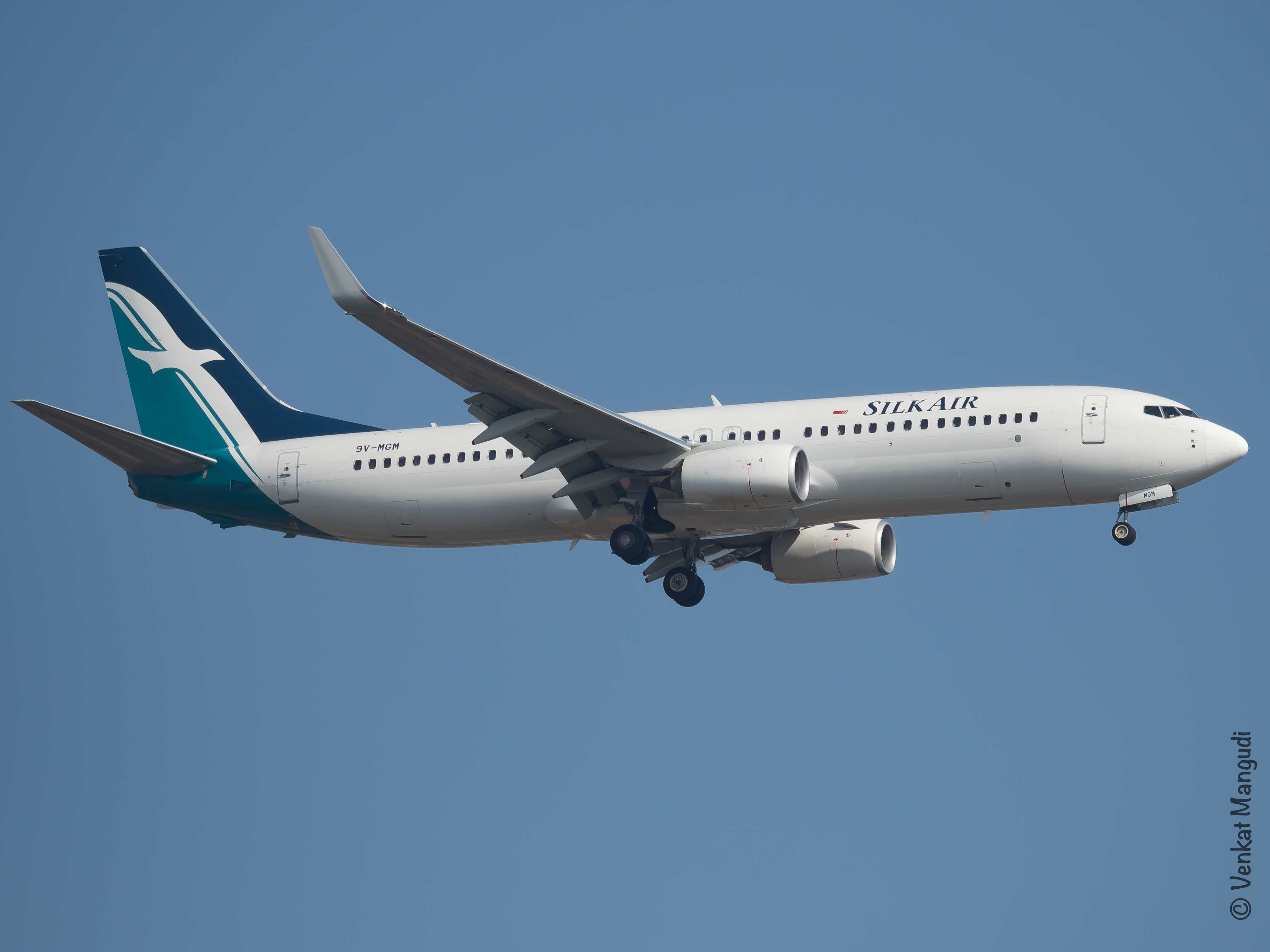
Un Boeing 737-800 in fase di atterraggio all'Aeroporto Internazionale di Bangalore.

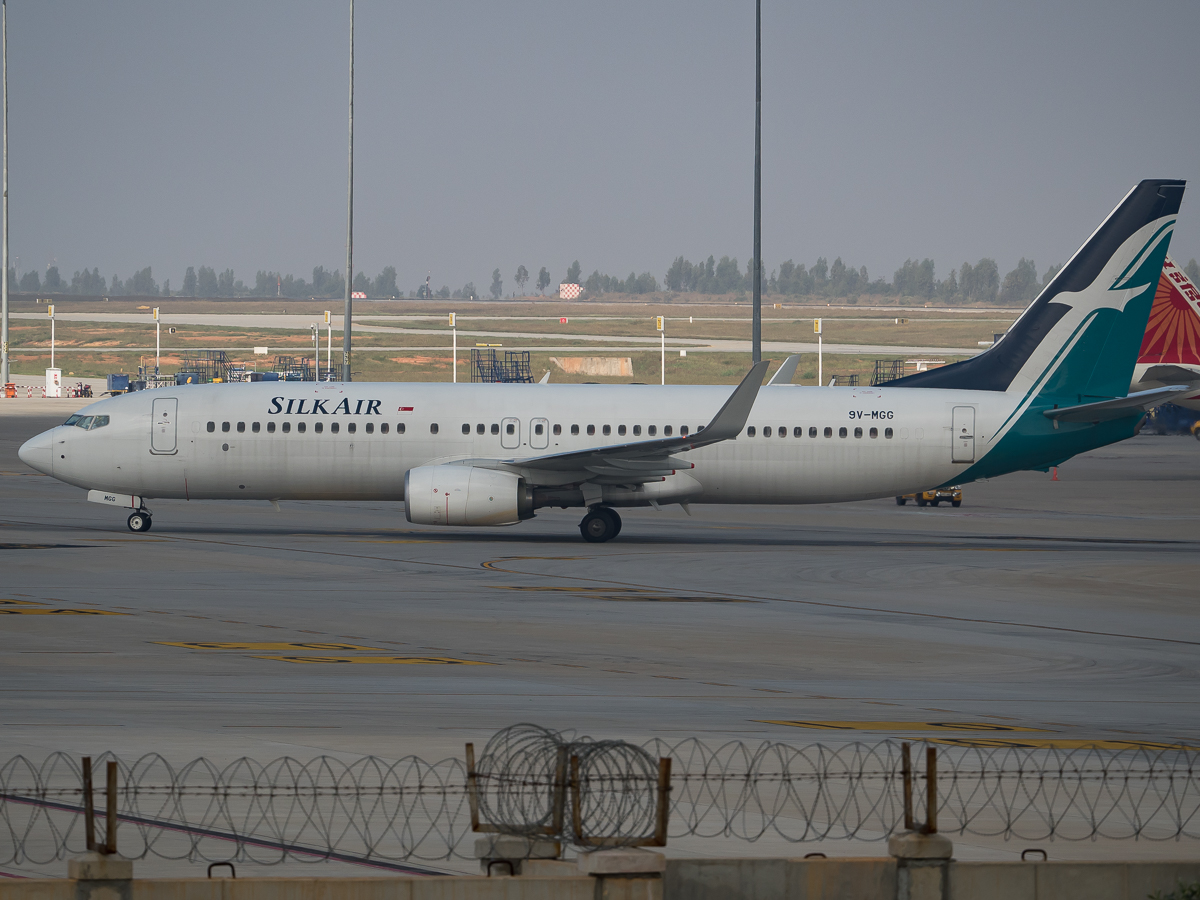
Un Boeing 737-800 in fase di rullaggio all'Aeroporto Internazionale di Bangalore.

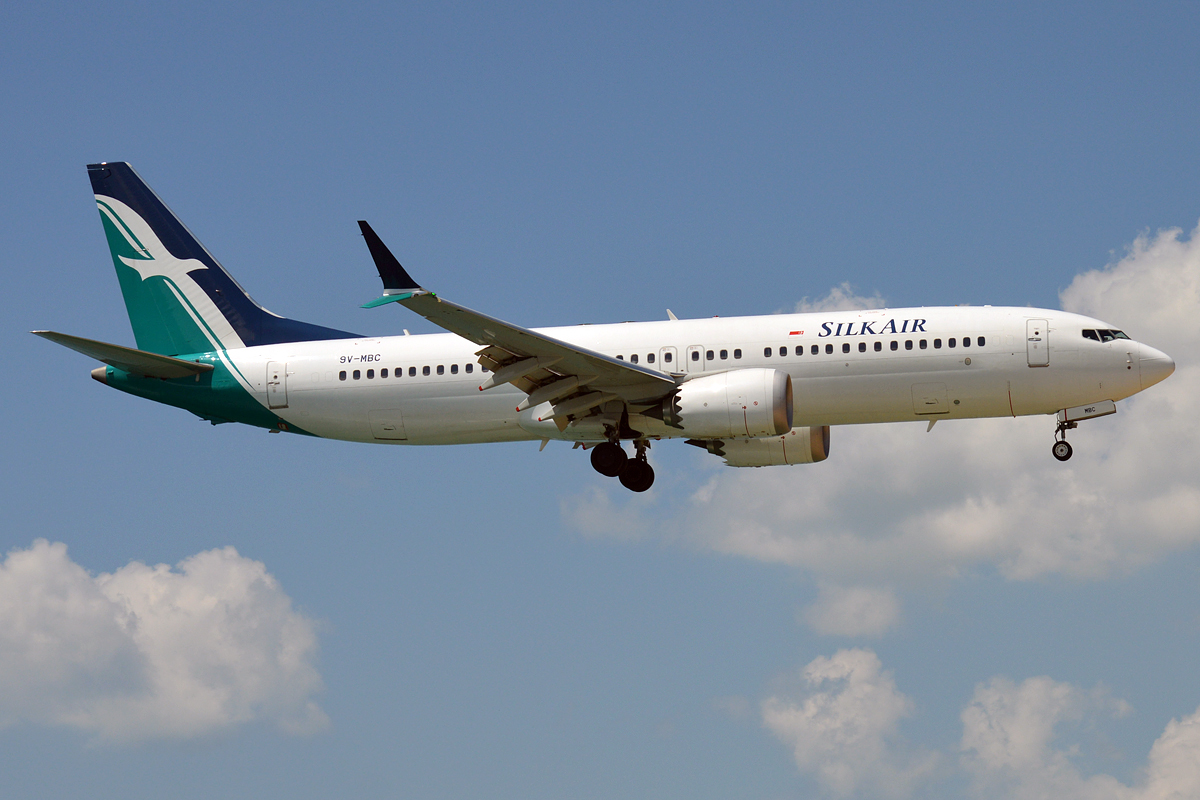
Un Boeing 737-8 MAX in fase di atterraggio all'Aeroporto di Singapore-Changi.

 Australia:
- Cairns
- Darwin

 Cambogia:
- Phnom Penh
- Siem Reap

 Cina:
- Chengdu
- Chongqing
- Shenzhen
- Xiamen

 India:
- Bangalore
- Chennai
- Hyderabad
- Kochi

 Indonesia:
- Bandung
- Denpasar
- Medan
- Surabaya

 Malaysia:
- Kuala Lampur
- Penang

 Maldive:
- Malé

 Birmania:
- Mandalay
- Yangon

 Nepal:
- Kathmandu

 Filippine:
- Cebu
- Davao City

 Sri Lanka:
- Colombo

 Thailandia:
- Phuket

 Vietnam:
- Da Nang
- Hanoi

## Flotta
A gennaio 2021, la flotta di SilkAir era composta dai seguenti aeromobili:

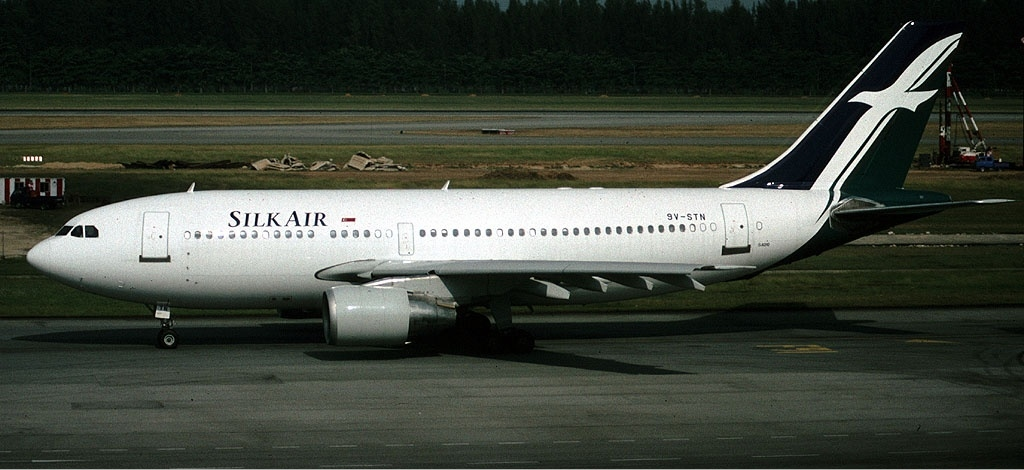
Un Airbus A310-200 sulla pista dell'Aeroporto di Singapore-Changi.

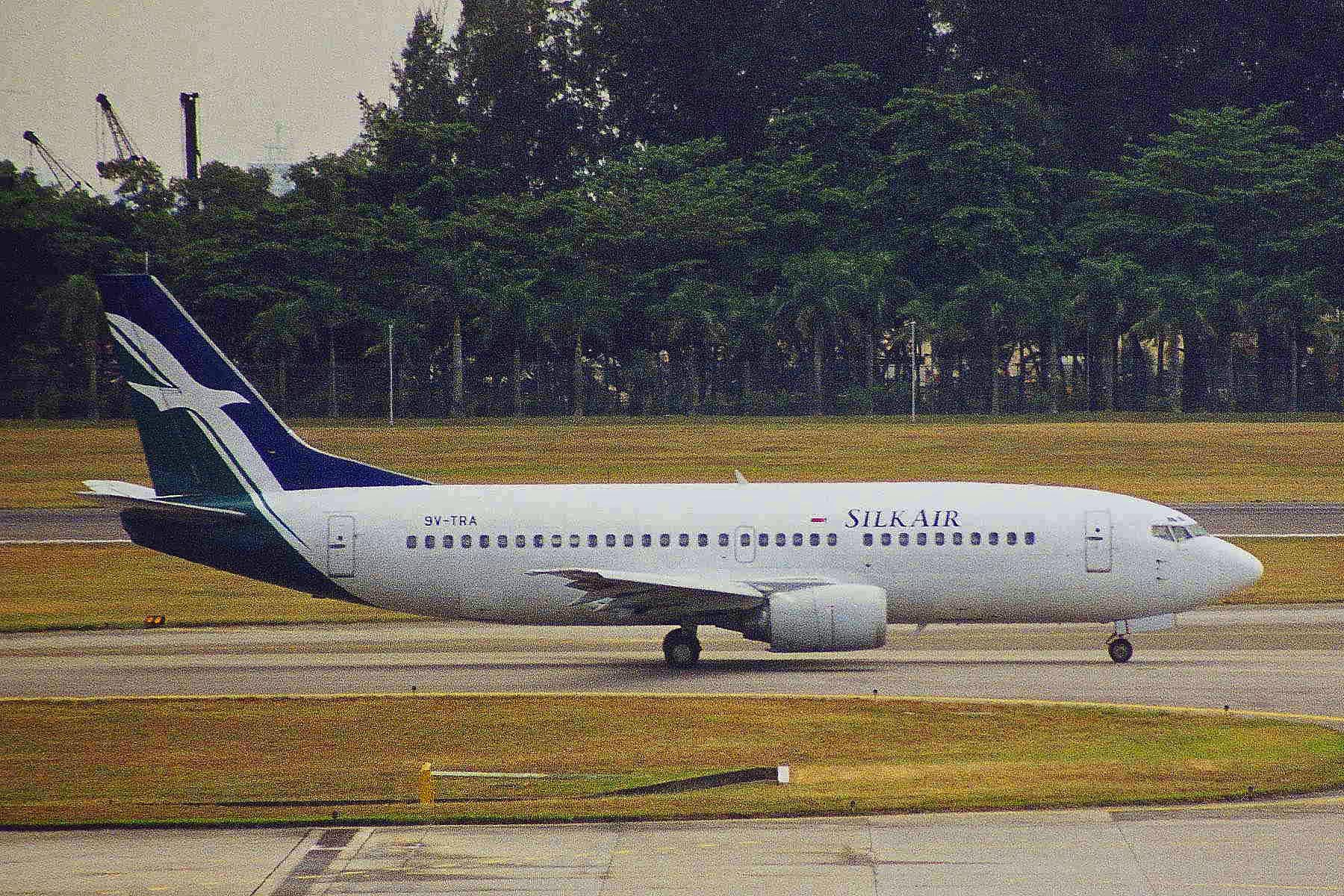
Un Boeing 737-300 sulla pista dell'Aeroporto di Singapore-Changi.

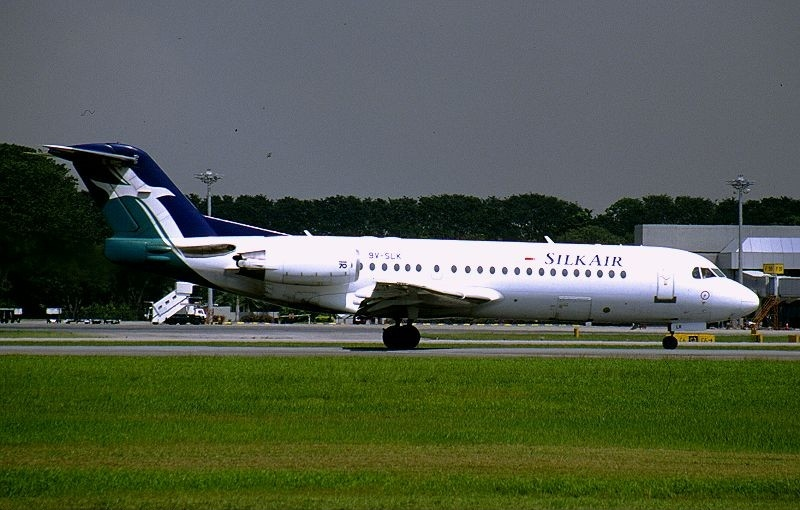
Un Fokker F70 della SilkAir.

### Flotta storica
Nel corso degli anni SilkAir ha operato con i seguenti tipi di aeromobili:

## Programma fedeltà
I clienti di SilkAir godono dello stesso programma frequent flyer di Singapore Airlines, il KrisFlyer, che consente ai clienti di accumulare miglia per riscattare vari premi a scelta. Tuttavia, a differenza di Singapore Airlines, SilkAir non è membro di Star Alliance, quindi le miglia frequent flyer sui voli SilkAir possono essere accreditate solo sul programma KrisFlyer, ma non su altri programmi frequent flyer Star Alliance.

## Servizi

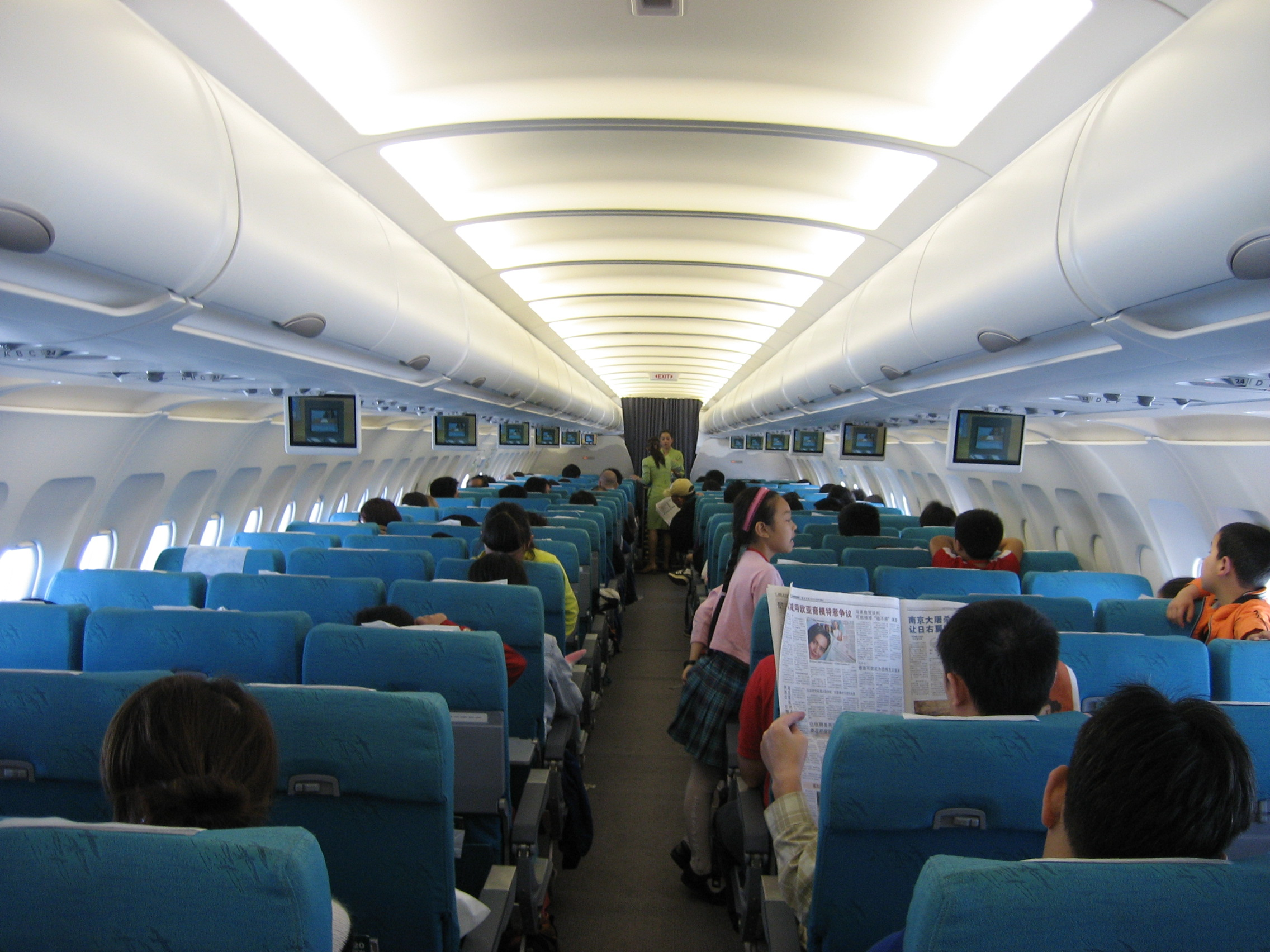
La vecchia Economy Class di SilkAir a bordo di un Airbus A320-200.

### Cabina
Gli aerei della SilkAir operano con una configurazione di cabina a 2 classi: Business Class ed Economy Class.

#### Business Class
La Business Class è disposta in configurazione 2-2. Dopo il restyling della cabina avvenuto nel 2020, le nuove poltrone dal design ergonomico e interamente rivestite in pelle sono reclinabili da 99 a 101 centimetri. Inoltre sono stati aggiunti sistemi di intrattenimento personale.

#### Economy Class
L'Economy Class di SilkAir è disposta in configurazione 3-3. I sedili dal design ergonomico sono dotati di poggiatesta regolabili e ampio spazio per le gambe. Sui Boeing 737 MAX 8 i sedili sono dotati di porte di ricarica USB personali e presentano supporti per tablet e telefono sullo schienale.

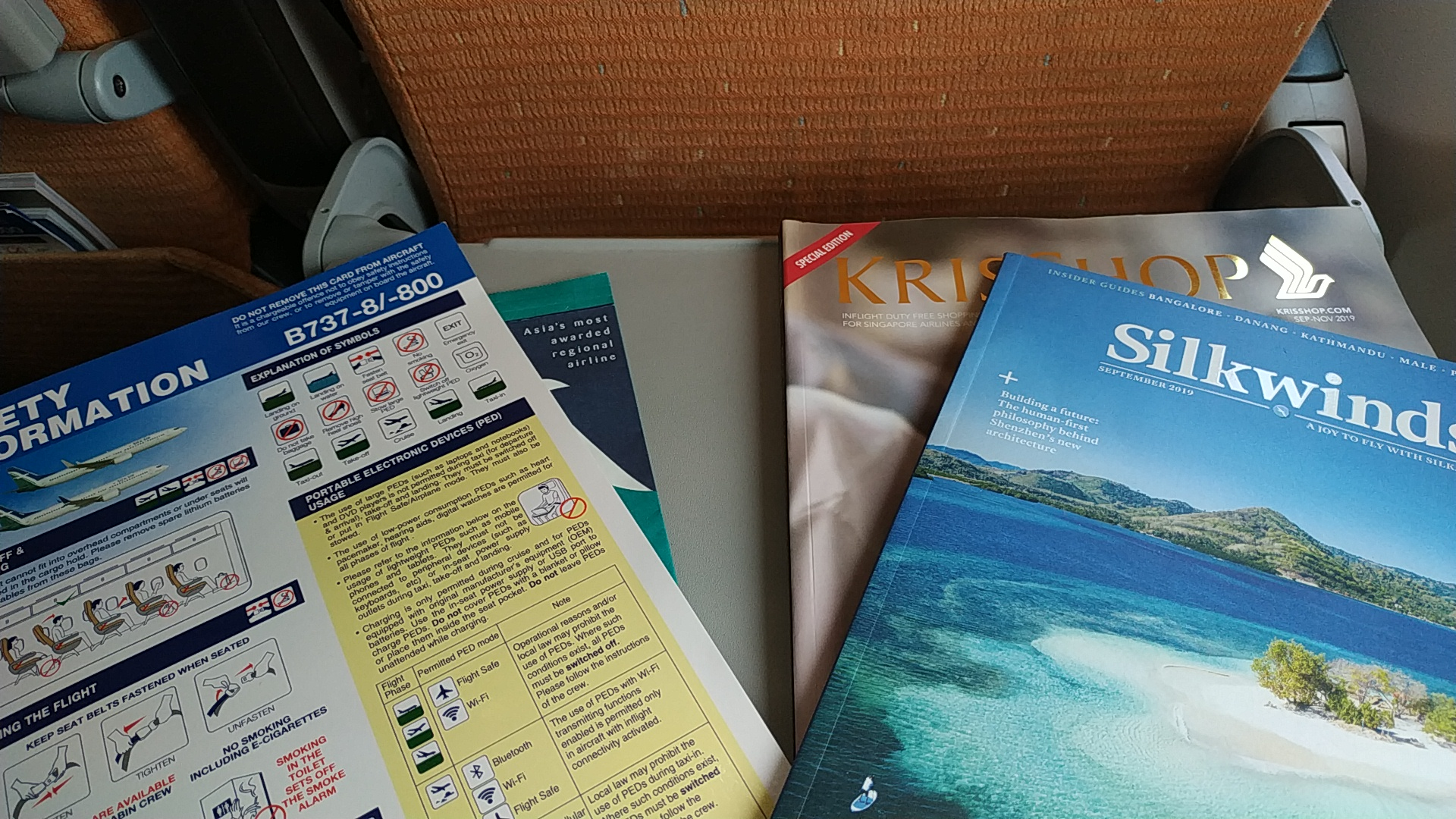
La rivista di bordo mensile Silkwinds.

### Intrattenimento in volo
SilkAir Studio, introdotto nel 2014, è il sistema di intrattenimento in volo di SilkAir, wireless e gratuito. Sono presenti oltre 450 film, programmi TV e gli album musicali in cima alle classifiche, trasmessi in streaming direttamente sui tuoi dispositivi personali. Per i voli che durano più di 2 ore, i passeggeri della Business Class ricevono in prestito un tablet per accedere a SilkAir Studio. L'app SilkAir Studio è disponibile solo per utenti Apple e deve essere scaricata prima del volo per essere utilizzata.
A bordo è presente anche la rivista mensile pluripremiata SilkWinds, disponibile gratuitamente per tutti i passeggeri.

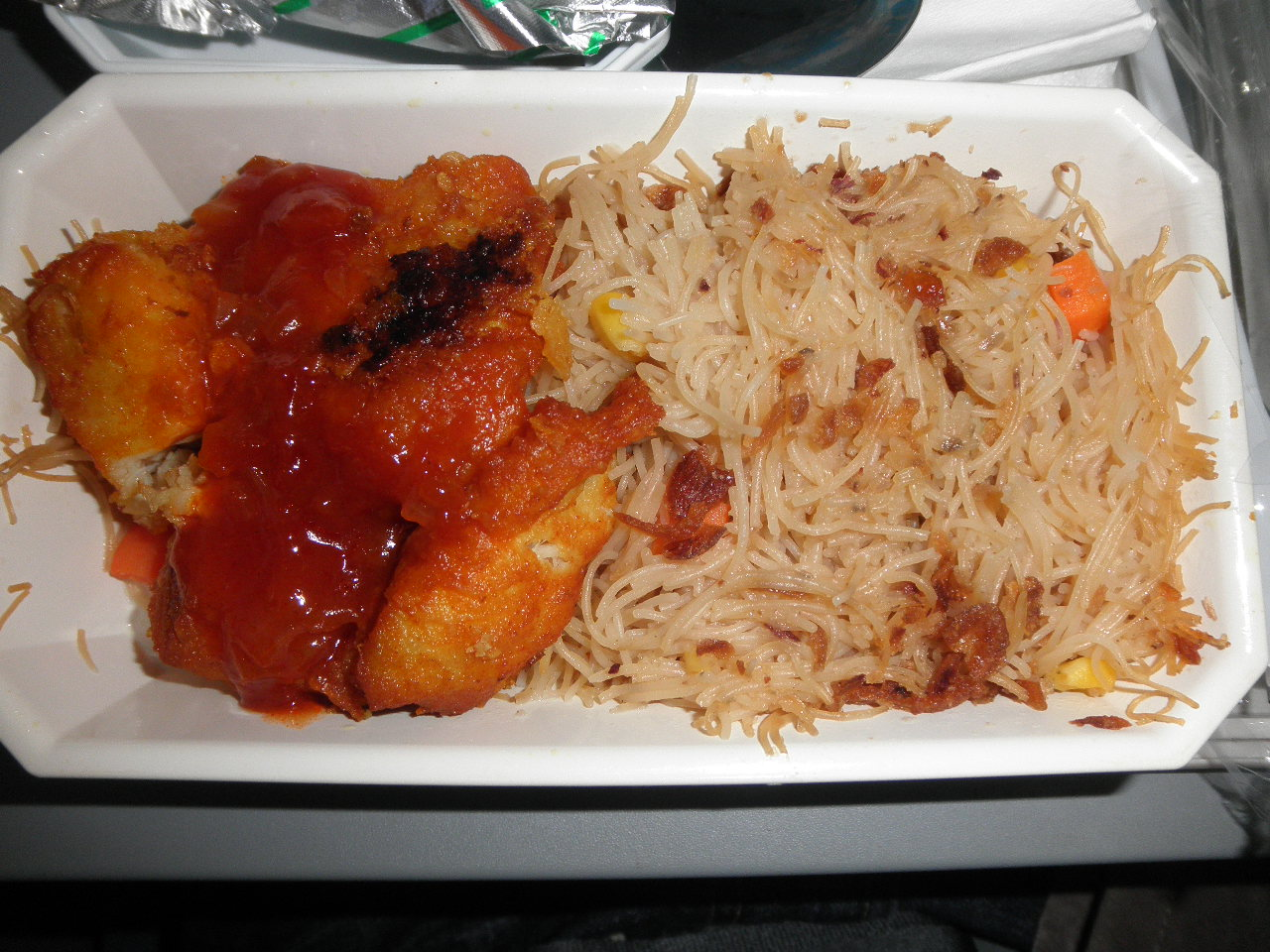
Un pasto servito in Economy Class di SilkAir.

### Pasti a bordo
SilkAir offre dei menù sia orientali che occidentali a bordo dei suoi voli. Per i passeggeri in Business Class su voli superiori a 3 ore, SilkAir ha introdotto nel 2016 una selezione di piatti chiamati I preferiti di sempre, che possono essere ordinati fino a 24 ore prima del volo. Questa selezione di piatti comprende cibi Orientali, Occidentali, Musulmani e Indiani come i Noodle Hokkien Mee, Filetto di manzo, Nasi Goreng e Pollo masala.
Ai ipasseggeri in Economy Class su voli inferiori a 3.5 ore vengono serviti pasti e bevande alcoliche e analcoliche. A partire dal 1º dicembre 2020, il menù di bordo è stato migliorato. Il nuovo menù comprende alcuni piatti tipici come il Mee Siam e il Laksa che saranno serviti con contenitori e posate in materiale sostenibile.

## Accordi Commerciali
SilkAir, essendo ormai fusa con Singapore Airlines, condivide con essa gli stessi accordi di code share.

## Incidenti
Di seguito si citano gli incidenti con o senza conseguenze rilevanti a passeggeri ed equipaggio, nonché strutturali del velivolo coinvolto:

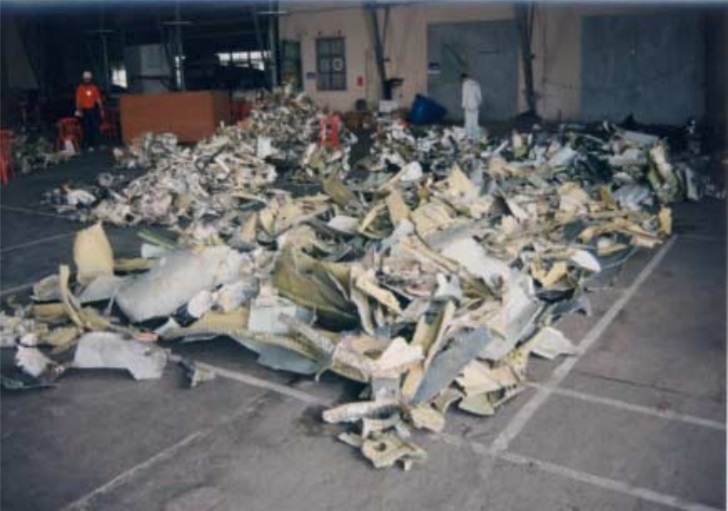
Detriti del volo SilkAir 185.

- 19 dicembre 1997, il volo SilkAir 185, un Boeing 737-300, diretto verso Singapore da Giacarta, precipita senza apparenti motivi, disintegrandosi in aria e schiantandosi nel delta del fiume Musi nei pressi di Palembang. Tutti i 104 occupanti dell'aereo rimangono uccisi. Furono condotte varie inchieste che portarono a risultati divergenti: il National Transportation Safety Committee (NTSC) indonesiano non fu in grado di determinare la causa dell'incidente, mentre il National Transportation Safety Board (NTSB) americano ipotizzò che il disastro fosse stato causato da un atto deliberato da parte di uno dei piloti, presumibilmente il comandante.[23]
- 6 marzo 2012, il volo SilkAir 112, un Airbus A319-100, diretto a Surakarta da Singapore, effettua un atterraggio di emergenza dopo un possibile allarme incendio. Dopo alcune indagini l'NTSC ha riferito che l'aereo non presentava alcuna prova di incendio e che l'incidente è stato causato dall'errata comunicazione tra il pilota e il controllore. Quest'ultimo, dopo un esame post evento, è risultato non idoneo al servizio.[24]
- 13 dicembre 2015, il volo SilkAir per Singapore Airlines SQ-182, un Airbus A320-200, diretto a Bandar Seri Begawan da Singapore, durante l'avvicinamento al Brunei International Airport è stato colpito da un volatile che ha forato il bordo d'attacco dell'ala sinistra. L'aereo è atterrato senza problemi sulla pista, sulla quale è rimasto per 44 ore dopo l'atterraggio.[25]
- 14 marzo 2017, il volo SilkAir 749, un Boeing 737-800, diretto verso Singapore da Phuket, è stato colpito da un fulmine durante la discesa. L'aereo ha continuato in sicurezza atterrando all'Aeroporto di Singapore-Changi. Tuttavia l'aereo ha necessitato di assistenza, rimanendo fermo per 43 ore.[26]
- 8 gennaio 2019, il volo SilkAir 701, un Airbus A320-200, diretto verso Singapore da Chiang Mai, appena dopo il decollo ha interrotto la salita a causa di una crepa sul parabrezza. L'aereo è atterrato in sicurezza circa 45 minuti dopo il decollo.[27]